# 日本キリスト兄弟団
日本キリスト兄弟団（にほんきりすとけいていだん）は日本のプロテスタントのメノナイト系の団体。山口県萩市に本部を置く。ホーリネス系の基督兄弟団（きりすときょうだいだん）とは別団体。

## 沿革
- 16世紀の宗教改革の時代に生まれた、メノ・シモンズ、スイス兄弟団、アナバプテストの流れを汲んでいる。ルターやカルヴァンの宗教改革の運動に対して、初代教会への復帰を目指した流れである。
- ジョン・ウェスレーに始まる、メソジスト、ホーリネス運動の流れも汲んでいる。
- 1953年に創立され他のアナバプテストの流れを汲む、メノナイトのグループと共に日本宣教を始める。

## 特色
- 聖書の霊感を信じる聖書信仰
- キリストに従うことを強調する弟子道
- キリストを信じる共同体の中の兄弟愛の強調
- 自発的な奉仕を強調して、キリストを信じる共同体を建設する、ボランティアスピリット。
- 魂の救いと同時に、物質的貧困や不正義からの解放を訴え、世界の平和のために祈り、具体的な救援活動を行っている。